# Mollinedia humboldtiana
Mollinedia humboldtiana är en tvåhjärtbladig växtart som beskrevs av Aymard. Mollinedia humboldtiana ingår i släktet Mollinedia och familjen Monimiaceae. Inga underarter finns listade i Catalogue of Life.